# Melissa McCarthy
Melissa McCarthy (født 26. august 1970) er en amerikansk skuespiller bedst kendt for sin rolle som Sookie St. James i tv-serien Gilmore Girls.
McCarthys karriere startede med stand-up, hvor hun medvirkede i såvel film, tv og teater. Hun havde også små roller i film, blandt andre Charlie's Angels. Desuden har hun lagt stemme til figuren DNAmy i tegneserien Kim Possible.
McCarthy giftede sig d. 8. oktober 2005 med sin kæreste gennem lang tid, Ben Falcone, med hvem hun d. 5. maj 2007 fik datteren Vivian, og i marts 2010 datteren Georgette.

## Filmografi (udvalg)
- Can You Ever Forgive Me? (2018)
- Ghostbusters (2016)
- Spy (2015)
- Tammy (2014)
- Tømmermænd tur-retur (2013)
- Identity Thief (2013)
- The Heat (2013)
- This Is 40 (2012)
- Brudepiger (2011)
- The Back-Up Plan (2010)
- The Nines (2007)
- The Life of David Gale (2003)
- Charlie's Angels (2000)